# 天主教斯波莱托-诺尔恰总教区
天主教斯波莱托-诺尔恰总教区是罗马天主教在意大利中部翁布里亚大区设立的一个直属罗马教廷的教区，1821年升格为总教区。